# Hugo Lapalus
Hugo Lapalus (Annecy, 9 de julio de 1998) es un deportista francés que compite en esquí de fondo.
Participó en los Juegos Olímpicos de Pekín 2022, obteniendo una medalla de bronce en la prueba de relevo (junto con Richard Jouve, Clément Parisse y Maurice Manificat). Ganó una medalla de bronce en el Campeonato Mundial de Esquí Nórdico de 2021, en la prueba por relevos.

## Palmarés internacional
| Juegos Olímpicos   | Juegos Olímpicos      | Juegos Olímpicos  | Juegos Olímpicos |
| Año                | Lugar                 | Medalla           | Prueba           |
| ------------------ | --------------------- | ----------------- | ---------------- |
| 2022               | Pekín (China)         | Medalla de bronce | Relevo 4 × 10 km |
| Campeonato Mundial |                       |                   |                  |
| Año                | Lugar                 | Medalla           | Prueba           |
| 2021               | Oberstdorf (Alemania) | Medalla de bronce | Relevo 4 × 10 km |